# Синий хвостокол
Си́ний хвостоко́л, или пелаги́ческий хвостоко́л (лат. Pteroplatytrygon violacea) — единственный вид хрящевых рыб рода Pteroplatytrygon из семейства хвостоко́ловых отряда хвостоколообразных надотряда скатов. Среда обитания — субтропические и тропические пелагические воды всех океанов, причём в открытом море синие хвостоколы встречаются на глубине до 381 м.
Грудные плавники этих скатов срастаются с головой, образуя ромбовидный диск, ширина которого превосходит длину (максимальная зарегистрированная ширина диска 64 см, а длина тела — 163 см). Окраска дорсальной поверхности диска ровного фиолетового или сине-зелёного цвета. В отличие от большинства хвостоколов, которые держатся у дна и перемещаются с помощью волнообразных движений краёв диска, синие хвостоколы плавают в толще воды, взмахивая «крыльями». Рыло закруглённое. Кнутовидный хвост длиннее диска. На хвосте присутствует очень длинный шип, позади которого расположен вентральный кожный киль.
Подобно прочим хвостоколообразным, синие хвостоколы размножаются яйцеживорождением. Эмбрионы развиваются в утробе матери, питаясь желтком и гистотрофом. В помёте 4—13 новорождённых. Беременность длится 2—4 месяца. Рацион этих скатов состоит из беспозвоночных и костистых рыб. Синие хвостоколы способны нанести шипом серьёзную и даже смертельную рану. Не являются объектом целевого промысла. В качестве прилова попадаются по всему ареалу.

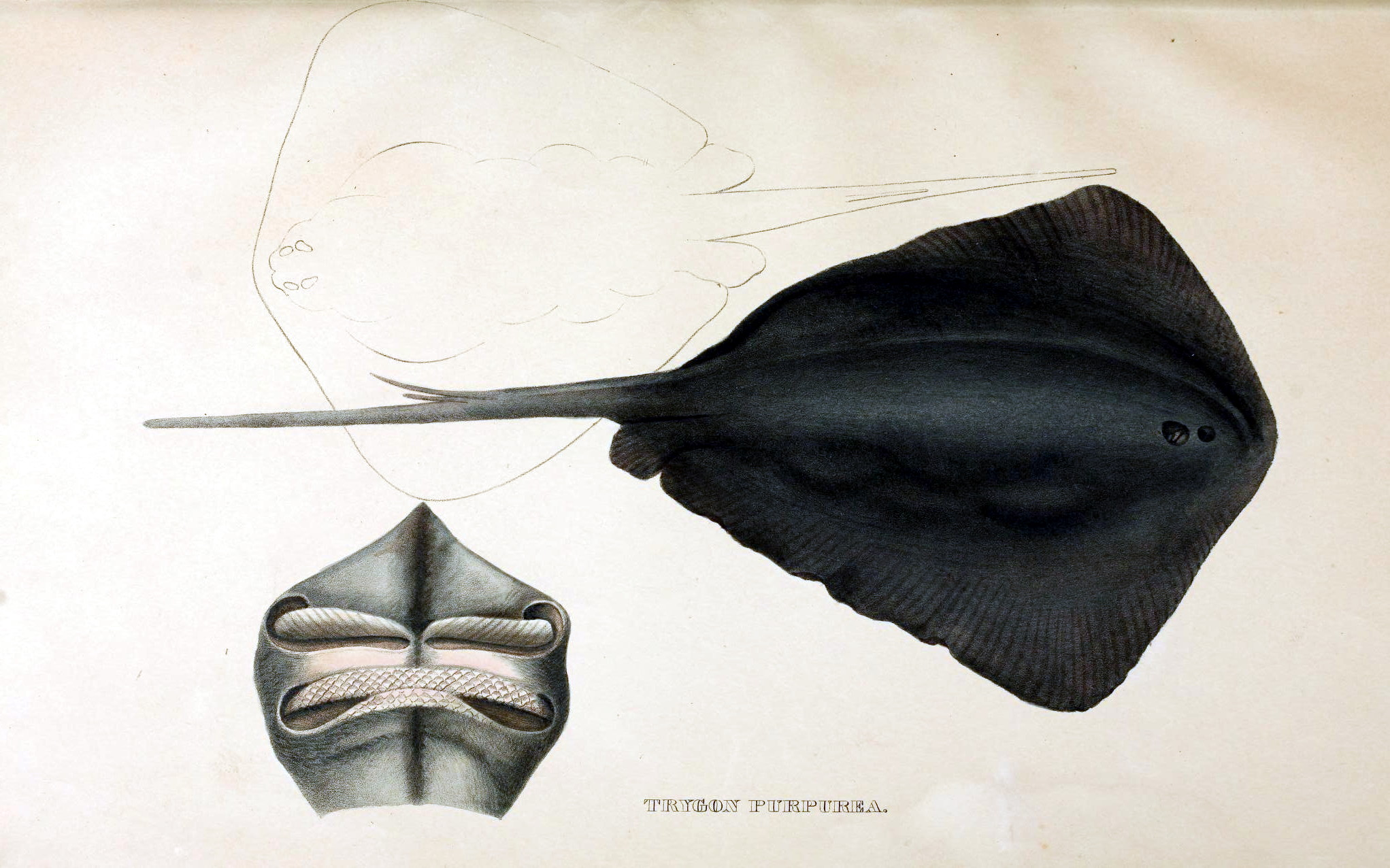
Оригинальное изображение синего Trygon violacea

## Таксономия и филогенез
Впервые синий хвостокол был научно описан французским натуралистом Шарлем Люсьеном Бонапартом в 1832 году как Trygon violacea на основании двух особей, пойманных в Средиземном море и назначенных синтипами. Видовой эпитет происходит от слова лат. violaceus — «фиолетовый». Позднее род Trygon был признан синонимом рода Dasyatis. В 1910 году американский ихтиолог Генри Уид Фаулер отнёс синего хвостокола к новому подроду Pteroplatytrygon, название которого происходит от слов греч. πτερόν — «крыло», др.-греч. πλατύς — «широкий» и др.-греч. τρυγών — «хвостокол». Более поздние авторы выделили Pteroplatytrygon в самостоятельный род, хотя некоторые систематики до сих пор ставят под сомнение достаточность оснований для такого отделения от рода Dasyatis
|  | Pteroplatytrygon violacea                                                                           |
|  | |
|  | \| \| Pastinachus sephen \| \| \| \| \| \| Dasyatis + Индо-тихоокеанские виды Himantura \| \| \| \| |
|  | |
|  | Pastinachus sephen                                                                                  |
|  | |
|  | Dasyatis + Индо-тихоокеанские виды Himantura                                                        |
|  | |

|  | Pastinachus sephen                           |
|  |                                              |
|  | Dasyatis + Индо-тихоокеанские виды Himantura |
|  |                                              |

|  | Pteroplatytrygon violacea                                                                           |
|  | |
|  | \| \| Pastinachus sephen \| \| \| \| \| \| Dasyatis + Индо-тихоокеанские виды Himantura \| \| \| \| |
|  | |
|  | Pastinachus sephen                                                                                  |
|  | |
|  | Dasyatis + Индо-тихоокеанские виды Himantura                                                        |
|  | |

|  | Pastinachus sephen                           |
|  |                                              |
|  | Dasyatis + Индо-тихоокеанские виды Himantura |
|  |                                              |

|  | Pteroplatytrygon violacea                                                                           |
|  | |
|  | \| \| Pastinachus sephen \| \| \| \| \| \| Dasyatis + Индо-тихоокеанские виды Himantura \| \| \| \| |
|  | |
|  | Pastinachus sephen                                                                                  |
|  | |
|  | Dasyatis + Индо-тихоокеанские виды Himantura                                                        |
|  | |

|  | Pastinachus sephen                           |
|  |                                              |
|  | Dasyatis + Индо-тихоокеанские виды Himantura |
|  |                                              |

|  | Pteroplatytrygon violacea                                                                           |
|  | |
|  | \| \| Pastinachus sephen \| \| \| \| \| \| Dasyatis + Индо-тихоокеанские виды Himantura \| \| \| \| |
|  | |
|  | Pastinachus sephen                                                                                  |
|  | |
|  | Dasyatis + Индо-тихоокеанские виды Himantura                                                        |
|  | |

|  | Pastinachus sephen                           |
|  |                                              |
|  | Dasyatis + Индо-тихоокеанские виды Himantura |
|  |                                              |

|  | Pteroplatytrygon violacea                                                                           |
|  | |
|  | \| \| Pastinachus sephen \| \| \| \| \| \| Dasyatis + Индо-тихоокеанские виды Himantura \| \| \| \| |
|  | |
|  | Pastinachus sephen                                                                                  |
|  | |
|  | Dasyatis + Индо-тихоокеанские виды Himantura                                                        |
|  | |

|  | Pastinachus sephen                           |
|  |                                              |
|  | Dasyatis + Индо-тихоокеанские виды Himantura |
|  |                                              |

|  | Pteroplatytrygon violacea                                                                           |
|  | |
|  | \| \| Pastinachus sephen \| \| \| \| \| \| Dasyatis + Индо-тихоокеанские виды Himantura \| \| \| \| |
|  | |
|  | Pastinachus sephen                                                                                  |
|  | |
|  | Dasyatis + Индо-тихоокеанские виды Himantura                                                        |
|  | |

|  | Pastinachus sephen                           |
|  |                                              |
|  | Dasyatis + Индо-тихоокеанские виды Himantura |
|  |                                              |

|  | Pteroplatytrygon violacea                                                                           |
|  | |
|  | \| \| Pastinachus sephen \| \| \| \| \| \| Dasyatis + Индо-тихоокеанские виды Himantura \| \| \| \| |
|  | |
|  | Pastinachus sephen                                                                                  |
|  | |
|  | Dasyatis + Индо-тихоокеанские виды Himantura                                                        |
|  | |

|  | Pastinachus sephen                           |
|  |                                              |
|  | Dasyatis + Индо-тихоокеанские виды Himantura |
|  |                                              |

|  | Pteroplatytrygon violacea                                                                           |
|  | |
|  | \| \| Pastinachus sephen \| \| \| \| \| \| Dasyatis + Индо-тихоокеанские виды Himantura \| \| \| \| |
|  | |
|  | Pastinachus sephen                                                                                  |
|  | |
|  | Dasyatis + Индо-тихоокеанские виды Himantura                                                        |
|  | |

|  | Pastinachus sephen                           |
|  |                                              |
|  | Dasyatis + Индо-тихоокеанские виды Himantura |
|  |                                              |

Филогенетический анализ на основании морфологии, проведённый в 2001 году, показал, что синие хвостоколы являются одними из самых базальных членов семейства хвостоколовых и близкородственны кладе, в которую входят скаты родов Pastinachus, Dasyatis и индо-тихоокеанские гимантуры.

## Ареал и места обитания
Синие хвостоколы широко распространены от тропических до тёплых умеренных вод пелагиали между 52 ° с.ш. и 50 ° ю.ш. В западной Атлантике они встречаются от Большой Ньюфаундлендской Банки до Северной Каролины, северной части Мексиканского залива, Малых Антильских Островов, побережья Бразилии и Уругвая. В восточной части Атлантического океана скаты этого вида обитают от Северного моря до Мадейры, включая воды Средиземного моря, а также вокруг Кабо-Верде, в Гвинейском заливе и у берегов ЮАР. В Тихом океане синие хвостоколы попадаются от Японии до Австралии и Новой Зеландии на западе, Британской Колумбии и Чили на востоке и вокруг многих островов центральной части, включая Гавайи, Галапагосские острова и остров Пасхи. На большей акватории Индийского океана эти скаты отсутствуют, хотя известно, что они обычны в юго-западной части Индийского океана и в водах, омывающих Индонезию.

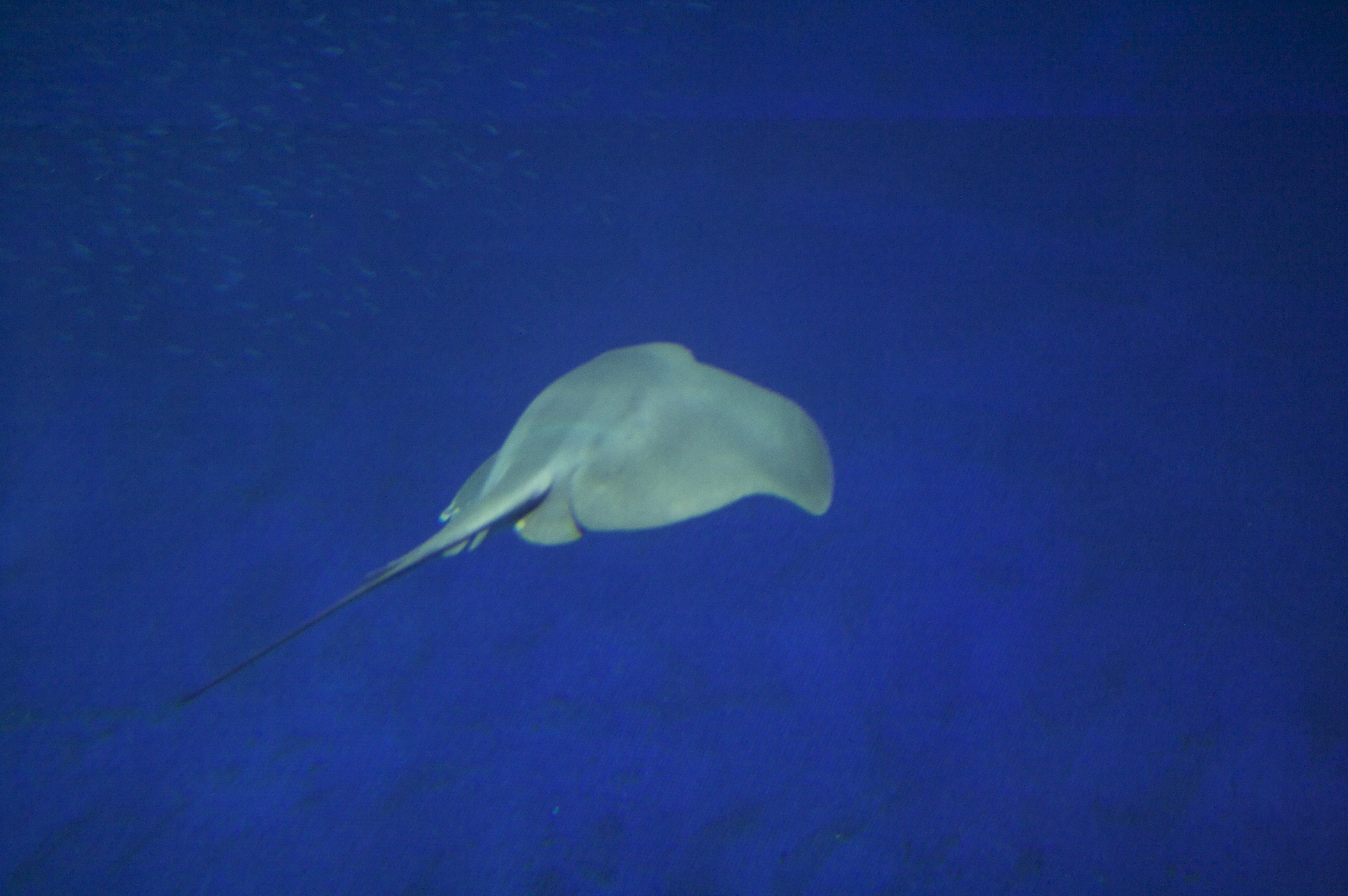
Синие хвостоколы в отличие от прочих хвостоколообразных ведут пелагический образ жизни

Синие хвостоколы, в отличие от прочих хвостоколовых, которые держатся у дна, обитают в открытом море, в основном они встречаются от поверхности до 100-метровых глубин. Над изгибом Идзу-Бонин-Мариана они попадаются на глубине 330—381 м, это указывает, что они хотя бы изредка приближаются ко дну. Скаты этого вида предпочитают температуру воды выше 19 °С, а когда температура падает ниже 15 °С, погибают.
Синие хвостоколы совершают сезонные миграции, следуя за тёплыми массами воды. В северо-западной Атлантике с декабря по апрель они встречаются вблизи Гольфстрима, а с июля по сентябрь перемещаются севернее от течения к континентальному шельфу. Вероятно, в Средиземном море происходят подобные миграции, хотя детали неизвестны. В Тихом океане эти скаты зимой держатся в открытом море у экватора, а весной уплывают в прибрежные воды, расположенные в более высоких широтах. Известно о существовании двух тихоокеанских популяций этого вида: одна совершает миграции от Центральной Америки до Калифорнии, а другая — от центральной части Тихого океана к Японии и Британской Колумбии. У юго-восточного побережья Бразилии пелагические хвостоколы поздней весной и летом плывут в сторону побережья, следуя восходящим холодным течениям; в некоторые годы их выносит в прибрежные воды на глубину менее 45 м.

## Описание
Грудные плавники этих скатов срастаются с головой, образуя ромбовидный очень толстый диск, ширина которого на 1/3 превышает длину, края плавников («крыльев») сходятся почти под прямым углом. Передний край широко закруглён, рыло короткое и притуплённое. Позади крошечных, не выдающихся над диском, как у прочих хвостоколов, глаз расположены овальные брызгальца. На вентральной поверхности диска имеются 5 пар жаберных щелей, рот и ноздри. Между ноздрями пролегает лоскут кожи со слегка бахромчатым нижним краем. Небольшой рот слегка изогнут, по углам имеются глубокие борозды, а в центре верхней челюсти — крошечный выступ, который совпадает с углублением на нижней челюсти. На дне ротовой полости присутствуют от 0 до 15 раздвоенных отростков, выстроенных в ряд. Во рту имеется 25—34 верхних и 25—31 нижних зубных рядов. Зубы оканчиваются остриём, у взрослых самцов они длиннее и острее, чем у взрослых самок. Передние края брюшных плавников образуют почти прямую линию, а задние закруглены.

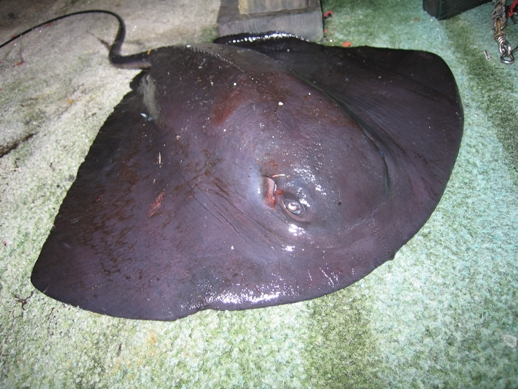
У синих хвостоколов ширина диска превосходит длину, а дорсальная поверхность окрашена в тёмно-фиолетовый цвет

Кнутовидный, сильно утончающийся к кончику хвост в 2,1—2,7 раза превышает ширину диска. На дорсальной поверхности хвостового стебля на расстоянии от 1/3 до середины хвоста расположен очень длинный зазубренный шип, соединённый протоком с ядовитой железой. Иногда у скатов бывает 2 шипа. Периодически шип обламывается и на его месте вырастает новый. Позади шипа расположена низкая вентральная кожная складка, которая не доходит до кончика хвоста. Кожа молодых скатов совершенно гладкая. С возрастом в центре диска появляются шипы, а от области между глаз до основания шипа вдоль позвоночника формируется ряд небольших колючек. Окраска дорсальной поверхности диска ровного тёмно-фиолетового или сине-зелёного цвета. При поимке кожа скатов выделяет толстый слой чёрной слизи, обволакивающей тело. В среднем ширина диска составляет 59 см, а общая длина 1,3 м. В ходе экспериментального отлова, проведённого с 1995 по 2000 год, были установлены максимальные зарегистрированные ширина диска и вес. У самцов эти показатели составили 68 см и 12 кг, а у самок 94 см и 49 кг соответственно.

## Биология
Синие хвостоколы приспособились к жизни в толще водного столба и отличаются от своих донных сородичей. Большинство хвостоколов плавает, совершая волнообразные движения краями диска, тогда как этот вид взмахивает грудными плавниками как крыльями, подобно орляковым скатам. Такие колебательные движения создают подъёмную силу, которая улучшает эффективность плавания в открытом водном пространстве, ухудшая манёвренность. Впрочем, снижение манёвренности может быть компенсировано способностью синих хвостоколов плавать задом наперёд.
Пелагические хвостоколы ищут добычу с помощью зрения. По сравнению с прочими членами семейства хвостоколовых плотность ампул Лоренцини, расположенных на вентральной поверхности диска, у них составляет не более трети. Кроме того, ампулы покрывают лишь ограниченную площадь, хотя и не такую маленькую, как у орляковых скатов, и равномернее распределены по вентральной и дорсальной поверхностям. Синие хвостоколы способны обнаружить электрическое поле напряжённостью не более 5 нВ/см на расстоянии до 30 см и улавливают слабейшие электрические поля, создаваемые движением морской воды. Их боковая линия, как и у прочих хвостоколов, смещена в основном на вентральную сторону диска. Однако этот вид более чувствителен к зрительным, чем к механическим раздражителям.

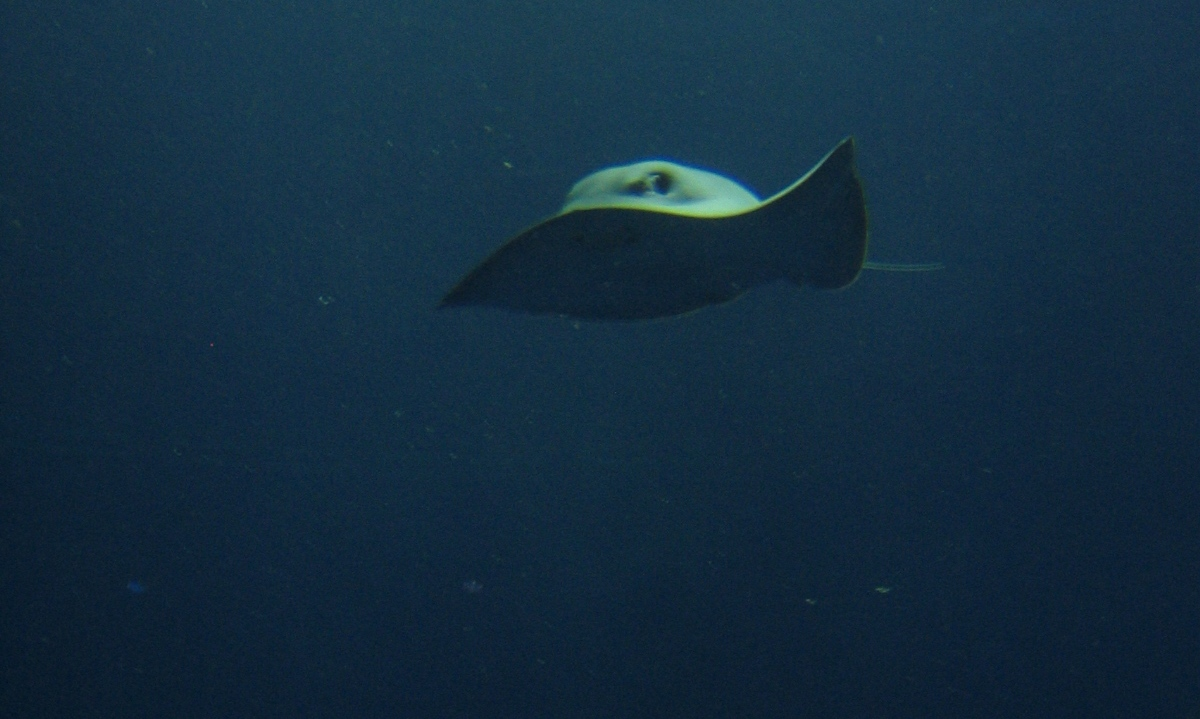
Адаптировавшись к жизни в открытом море, синие хвостоколы плавают, взмахивая грудными плавниками

Иногда у синих хвостоколов наблюдается сегрегация по полу — как по вертикали, когда самцы держатся глубже, отдельно от самок, так и по горизонтали. В неволе при совместном содержании с рыбой-луной эти скаты, особенно когда они голодны, могут вести себя агрессивно, кусать и преследовать её. На синих хвостоколов охотятся длиннокрылые и белые акулы, зубатые киты и прочие крупные океанические хищники. Тёмная окраска служит этим скатам хорошей маскировкой в открытом море, где нет укрытий. Сильный яд, содержащийся в шипе синих хвостоколов, отпугивает других рыб. На этих скатах паразитируют ленточные черви Acanthobothrium benedeni, A. crassicolle и A. filicolle, Rhinebothrium baeri и R. palombii, и Tetragonocephalum uarnak и моногенеи Entobdella diadema.

### Питание
Синие скаты — активные хищники, они захватывают добычу грудными плавниками и отправляют её в рот. Это единственный вид хвостоколов, у которого зубы заострены у обоих полов, что позволяет им схватить и удержать скользкую добычу. Их рацион очень разнообразен: ракообразные, включая бокоплавов, криль и личинок крабов, моллюски (такие, как кальмары и осьминоги), костистые рыбы (сельди, скумбрии и единороговые), гребневики, медузы и многощетинковые черви. У берегов Калифорнии пелагические хвостоколы охотятся на кальмаров, которые собираются для спаривания и образуют большие скопления с ноября по апрель. В водах Бразилии эти скаты следуют за группами обыкновенных рыб-сабель, направляющихся к берегу в январе—феврале; оба хищника ищут небольших стайных рыб. Вес пищи, которую молодые синие хвостоколы потребляют в день, составляет 6—7 % их веса, в то время как у взрослых представителей вида этот показатель снижается до 1 %.

### Жизненный цикл
Подобно прочим хвостоколообразным, синий хвостокол относится к яйцеживородящим рыбам. Эмбрионы развиваются в утробе матери, питаясь желтком и гистотрофом. У взрослых самок, которые способны приносить потомство 2 раза в год, имеется 1 функциональный яичник и матка, расположенные слева. В северо-западной Атлантике спаривание происходит с марта по июнь, а в юго-западной — поздней весной. Самки способны сохранять сперму внутри организма более года, определяя наиболее благоприятное время для развития зародышей. Беременность длится 2—4 месяца; за этот короткий срок масса эмбрионов возрастает во сто крат.

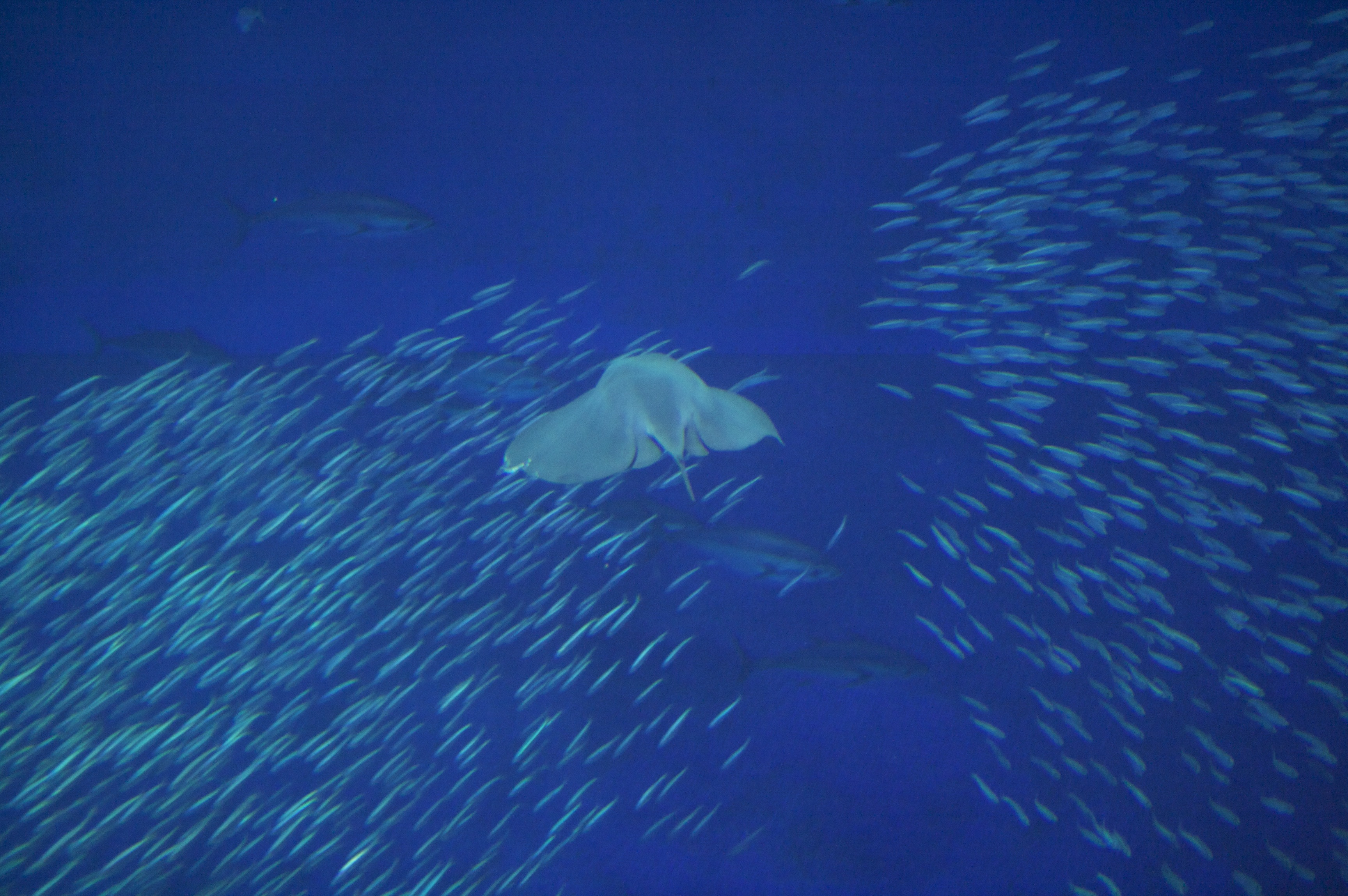
Синий хвостокол в открытом море преследует стаю мелких рыб

В Тихом океане потомство появляется на свет зимой с ноября по март до начала северной миграции синих хвостоколов. Природные питомники расположены у побережья Центральной Америки. Как и в северо-западной части Атлантического океана, роды здесь происходят зимой, когда самки находятся в южных тёплых водах — возможно, у берегов Вест-Индии. Однако известен случай поимки двух самок, которые были беременны задолго до этого срока и должны были родить в августе или сентябре, перед началом южной миграции. В юго-западной Атлантике роды происходят летом, примерно в январе, в тёплых водах вблизи экватора. В отличие от других мест, в Средиземном море самки приносят потомство летом до начала миграции к югу.
В помёте 4—13 новорождённых (в среднем 6) с диском шириной 15—25 см. Численность потомства не зависит от размера самки. В неволе при обилии пищи ширина диска синих хвостоколов ежегодно увеличивается на 8,1 см, тогда как в естественных условиях прирост составляет лишь 1,6 см. Наиболее активно скаты питаются и растут в январе — феврале и июле — августе, а меньше всего в марте — апреле и октябре — ноябре. Самцы и самки достигают половой зрелости при ширине диска 37—50 и 39—50 см, что соответствует возрасту 2 и 3 года соответственно. Продолжительность жизни скатов этого вида оценивается в 10—12 лет. Это одни из самых плодовитых хвостоколов, темп прироста численности локальной популяции у них составляет до 31 % в год.

## Взаимодействие с человеком

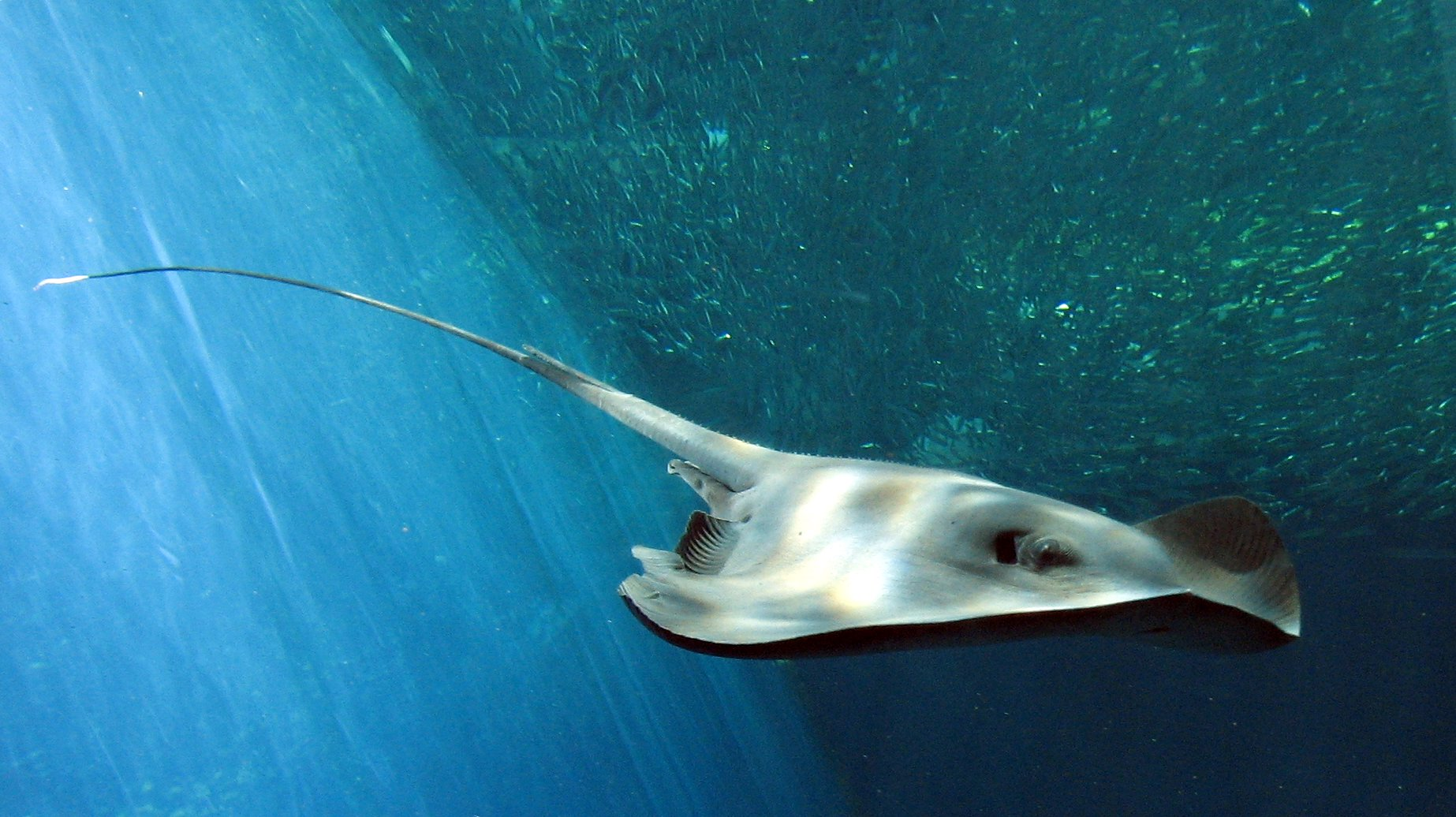
Синий хвостокол в океанариуме Фукусимы, Япония. Эти скаты хорошо уживаются в неволе

Синие хвостоколы не агрессивны, они обитают в открытом море, где у человека мало шансов их встретить. Однако обращаться с ними (например, при поимке) из-за наличия у них очень длинного ядовитого шипа следует с соблюдением осторожности. Известно два несчастных случая, связанных с этими скатами, которые для людей закончились летально: одного рыбака при ярусном лове тунцов синий хвостокол проткнул, а другой рыболов скончался через два дня после ранения от столбняка. История содержания скатов данного вида в публичных аквариумах насчитывает почти 100 лет.
Синие хвостоколы не являются объектом целевого лова. В Индонезии их мясо и хрящи употребляют в пищу, но в остальной части ареала они не используются, и пойманных рыб выбрасывают за борт, как правило, нанося им смертельные повреждения. Пелагические хвостоколы попадаются в качестве прилова при коммерческом промысле с помощью ярусов, жаберных сетей, неводов и донных тралов. Несмотря на это, численность этих скатов в тихоокеанском регионе с 1950-х годов возросла — вероятно, из-за интенсивного промысла акул и тунцов, которые на них охотились. Международный союз охраны природы присвоил этому виду охранный статус «Вызывающий наименьшие опасения».